# 芙蓉汽車租賃
芙蓉汽車租賃有限公司（日语：芙蓉オートリース株式会社）乃為日本芙蓉總合租賃股份公司100%出資成立的汽車租賃公司，故該公司亦隸屬於瑞穗金融集團。同時，該公司亦是日本汽車租賃協會聯合會東京汽車租賃協會的會員之一。

## 沿革與概要
除了汽車租賃業務外，芙蓉汽車租賃尚可提供維修保養服務。譬如顧客透過該公司長期租用車輛，簽約時可以選擇由該公司代為保養維修、繳交保險或稅金等費用等。
- 1987年1月：芙蓉總合租賃股份公司以1億2千萬日圓之資本設立「芙蓉汽車租賃有限公司」。同年9月，將資本增資至2億4千萬日圓。
- 1989年10月：開設大阪分公司。
- 1996年9月：開設福岡分公司。
- 2002年6月：開設名古屋分公司。
- 2006年4月：開設東北分公司。
- 2007年5月：同時開設熊本、長崎二家分公司。
- 2008年1月：開設四國分公司。
- 2009年4月：整合長崎、福岡二家分店為一家。
- 2010年6月：將總部遷移至千代田區九段北一丁目13番5號現地。

## 總部與分公司
- 總部：東京都千代田區九段北一丁目13番5號
- 東北分公司：宮城縣仙台市青葉區中央1丁目6番35號
- 名古屋分公司：愛知縣名古屋市中區錦2丁目2番2號
- 大阪分公司：大阪府大阪市中央區本町2丁目6番8號
- 四國分公司：高知縣高知市菜園場町1番21號
- 福岡分公司：福岡縣福岡市中央區天神2丁目8番49號
- 熊本分公司：熊本縣熊本市國府1丁目20番1號

## 外部連結
- （日語）日文官方網站 （页面存档备份，存于）